# Prasinocyma oculata
Prasinocyma oculata là một loài bướm đêm trong họ Geometridae.